# Décès en janvier 1989
Décès
- 1985
- 1986
- 1987
- 1988
- 1989
- 1990
- 1991
- 1992
- 1993

Pour une information complémentaire, voir la page d'aide.

| Date       | Nom                                   | Activités                                                                                        | Âge | Source |
| ---------- | ------------------------------------- | ------------------------------------------------------------------------------------------------ | --- | ------ |
| 1 janvier  | Marcel Tomazover                      | joueur et entraîneur de football français                                                        | 73  |        |
| 5 janvier  | Simon Janczewski                      | footballeur français                                                                             | 62  |        |
| 7 janvier  | Shōwa Tennō                           | 124e empereur du Japon connu de son vivant sous le nom de Hirohito                               | 87  |        |
| 10 janvier | Kai Fjell                             | peintre, scénographe et illustrateur norvégien                                                   | 81  |        |
| 10 janvier | Lee Ungno                             | peintre, sculpteur, graveur, dessinateur et calligraphe abstrait sud coréen                      | 84  |        |
| 16 janvier | Pierre Boileau                        | écrivain français                                                                                | 82  |        |
| 17 janvier | Georges Schehadé                      | poète et dramaturge libanais                                                                     | 83  |        |
| 17 janvier | Jeanne Marie Le Calvé (la mère Denis) | lavandière et figurante française, figure emblématique de publicités pour les lave-linge Vedette | 96  |        |
| 18 janvier | Bruce Chatwin                         | écrivain anglais                                                                                 | 48  |        |
| 20 janvier | Wenzel Profant                        | sculpteur et peintre luxembourgeois                                                              | 75  |        |
| 20 janvier | Vincenzo Rossello                     | coureur cycliste italien                                                                         | 65  |        |
| 23 janvier | Emil Kijewski                         | coureur cycliste allemand                                                                        | 77  |        |
| 23 janvier | Salvador Dalí                         | peintre espagnol                                                                                 | 84  |        |
| 24 janvier | Ted Bundy                             | tueur en série américain exécuté sur la chaise électrique                                        | 42  |        |
| 27 janvier | David Buck                            | acteur britannique                                                                               | 52  |        |
| 29 janvier | Fritz Hug                             | peintre suisse                                                                                   | 67  |        |
| 29 janvier | Safia Ketou                           | écrivaine algérienne                                                                             | 44  |        |
| 29 janvier | Georges Delhomme                      | peintre français                                                                                 | 84  |        |
| 30 janvier | Prince Alphonse de Bourbon            | duc d'Anjou et de Cadix, aîné des Capétiens et chef de la maison de France                       | 52  |        |